# Певтингеровы анналы
Певтингеровы анналы лат. Annales Peutingeriani — составленная на латинском языке историческая компиляция, единственная сохранившаяся рукопись которой была обнаружена в бумагах немецкого гуманиста XV-XVI вв. К. Певтингера. Охватывают период с 906 по 1280 гг. Содержат сведения по истории Священной Римской империи.

## Издания
- Annales Peutingeriani / ed. G. Waitz // MGH, SS. Bd. XXIV. Hannover, 1879, p. 68[2].

## Переводы на русский язык
- Певтингеровы анналы в переводе И. Дьяконова на сайте Восточная литература